# Forre del Titerno
Le forre del Titerno sono una serie di gole nate a causa dell'erosione esercitata nel corso del tempo dall'acqua del fiume Titerno sulla pietra calcarea. Esse sono principalmente tre: le Forre di Lavello, al confine fra i comuni di Cerreto Sannita e Cusano Mutri; le Gole di Caccaviola situate nel comune di Cusano Mutri; le Gole di Conca Torta situate lungo il corso del torrente Reviola, affluente del Titerno, nel comune di Cusano Mutri.

## Forre di Lavello
Le forre di Lavello sono site al confine fra i comuni di Cerreto Sannita e di Cusano Mutri dove il corso del fiume Titerno, nei millenni, ha creato uno stretto canyon fra i monti Erbano e Cigno, il cosiddetto "Lavello". 
Il Lavello è raggiungibile tramite un apposito sentiero guidato che comprende altri importanti siti di interesse naturalistico e storico come la Grotta Chiusa o dei Briganti, la Grotta delle Fate, la Grotta delle Streghe, il Belvedere, il Ponte del Mulino e il Mulino di Zì Fiore, erroneamente chiamato "Muraglione". 
Il Lavello ha una profondità massima di trenta metri e un diametro massimo di quindici metri.

## Grotta Chiusa o dei Briganti

Spaccato longitudinale e schizzo planimetrico della Grotta Chiusa o dei Briganti

La Grotta Chiusa o dei Briganti, situata sul monte Cigno nel territorio del comune di Cusano Mutri, fu interessata da una spedizione esplorativa il 6 agosto 1935. La spedizione, capitanata dai professori Domenico Franco e Silvestro Mastrobuoni, segnalò la grotta all'Istituto Speleologico Italiano di Postumia con il nome di "Grotta Chiusa" anche se localmente è conosciuta come "Grotta dei Briganti".
La grotta si trova a 500 metri circa sul livello del mare e a 200 metri dalla vetta di monte Cigno. 
La denominazione Grotta Chiusa deriva dal fatto che l'ingresso alla grotta è stretto e sinuoso e obbliga il visitatore a prostrarsi completamente per entrarvi, strisciando lungo un tratto di circa tre metri.
La grotta, ricca di stalattiti e stalagmiti, è composta da quattro ambienti: tre si susseguono in orizzontale mentre un terzo, la "Rotonda del Coccodrillo", è raggiungibile calandosi in verticale in un inghiottitoio di quattro metri. 
Il locale più grande è la "Cattedrale", maestoso ambiente alto oltre venti metri, non troppo largo ma abbastanza lungo. Nella parete opposta all'ingresso della Cattedrale c'è una fenditura che conduce ad altri ambienti della grotta purtroppo non accessibili. 
La Rotonda del Coccodrillo, ambiente circolare raggiungibile dopo aver percorso un corridoio di sei metri, prende il nome da una stalattite ocracea a forma di testa di coccodrillo. Nella rotonda sono site diverse stalattiti bianche, quasi trasparenti.

## Gole di Caccaviola
Le gole di Caccaviola sono site nel comune di Cusano Mutri si sono formate nel varco esistente fra i monti Civita di Cusano e Civita di Pietraroja. 
Nelle gole di Caccaviola è stato realizzato un "percorso avventura" attraverso il quale le gole possono essere visitate con l'ausilio di guide esperte mediante imbracature collegate a delle corde di acciaio fissate nella roccia.

## Gole di Conca Torta
Le gole di Conca Torta sono site nel comune di Cusano Mutri, a pochi passi dal centro storico, e si sono formate nel varco esistente fra il monte Calvario e la zona alta del paese. 
Nelle gole di Conca Torta è stato realizzato un "mini percorso avventura" attraverso il quale le gole possono essere visitate con l'ausilio di guide esperte mediante imbracature collegate a delle corde di acciaio fissate nella roccia.